# Robert Bartoszyński
Robert Bartoszyński (ur. 9 lipca 1933 w Warszawie, zm. 17 stycznia 1998) – polski matematyk, badacz teorii rachunku prawdopodobieństwa i statystyki.

## Życiorys
Studia matematyczne w 1955 ukończył na Uniwersytecie Warszawskim. W latach 1955–1985 pracował w Instytucie Matematycznym Polskiej Akademii Nauk. W 1959 obronił tam pracę doktorską O słabej zbieżności miar. Habilitował się w 1969 i a od 1972 był dyrektorem Zakładu Zastosowań Rachunku Prawdopodobieństwa.Tytuł profesora nadzwyczajnego uzyskał w roku 1973. Od 1983 był także profesorem na Wydziale Statystyki w Ohio State University w Stanach Zjednoczonych.
Jego syn Tomek Bartoszyński jest także matematykiem (zajmującym się teorią mnogości).

## Dorobek naukowy
Badania naukowe Roberta Bartoszyńskiego dotyczyły teorii procesów stochastycznych i probabilistycznego modelowania zjawisk biologicznych (w tym rozwoju epidemii, rozwoju raka, modelami ofiary-drapieżcy). Wprowadzony przez niego proces stochastyczny modelujący rozwój wścieklizny nazywany jest obecnie procesem Bartoszyńskiego.
Na dorobek naukowy składa się około 80 prac naukowych i książek, w tym:
- Robert Bartoszyński; Magdalena Niewiadomska-Bugaj: Probability and statistical inference, Wiley, Nowy Jork 1996, ISBN 0-471-31073-5